# نییرتورا
نییرتورا (به مجاری:  Nyírtura) یک منطقهٔ مسکونی در مجارستان است که در سابولچ-ساتمار-برگ واقع شده‌است. نییرتورا ۲۱٫۴۸ کیلومتر مربع مساحت و ۱٬۷۵۹ نفر جمعیت دارد.